# NGC 7392
NGC 7392 (другие обозначения — PGC 69887, ESO 603-22, MCG -4-53-40) — галактика в созвездии Водолей.
Этот объект входит в число перечисленных в оригинальной редакции «Нового общего каталога».